# Олександрівка (Чернігівський район)
Олекса́ндрівка — село в Україні, у Добрянській селищній громаді Чернігівського району Чернігівської області. Населення становить 364 осіб. До 2019 року орган місцевого самоврядування — Олешнянська сільська рада.

## Історія
Село розташоване за 3 км на схід від Олешні.
7 (20) листопада 1917 року, відповідно до Третього Універсалу Української Центральної Ради, увійшло до складу Української Народної Республіки.
12 червня 2020 року, відповідно до розпорядження Кабінету Міністрів України № 730-р «Про визначення адміністративних центрів та затвердження територій територіальних громад Чернігівської області», село увійшло до складу Добрянської селищної громади.
19 липня 2020 року, в результаті адміністративно-територіальної реформи та ліквідації Ріпкинського району, село увійшло до складу Чернігівського району Чернігівської області.